# Muscolo quadrato plantare
Nell'anatomia umana il muscolo quadrato plantare, chiamato anche carne quadrata di Silvio, è un muscolo del piede. Si tratta di un grosso muscolo, si ritrova fra il muscolo flessore breve delle dita e il calcagno che ricopre. Parte da due teste: quella mediale è muscolare ed è attaccata alla superficie plantare mediale del calcagno, mentre la parte laterale (tendinea) prende origina dalla superficie laterale dello stesso osso. Le due porzioni appena descritte si vanno ad unire e il muscolo quadrato plantare termina prendendo inserzione al tendine del muscolo flessore lungo delle dita.